# Bosques de los Estados Unidos

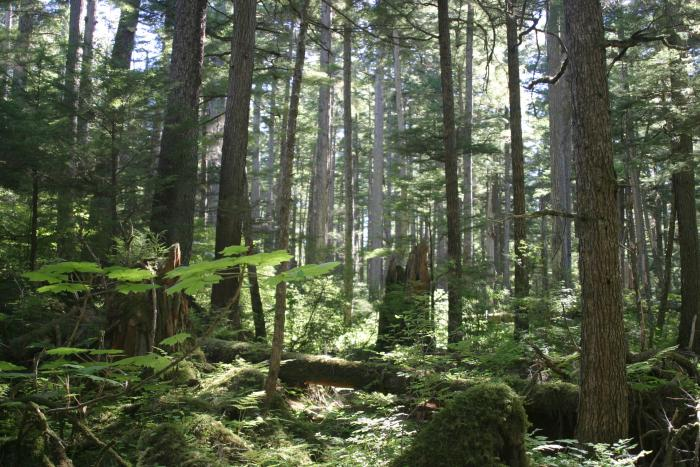
Tongass National Forest, Alaska.

Se ha estimado que antes del asentamiento europeo, los bosques de los Estados Unidos cubrían casi mil millones de acres (4 000 000 km²). Desde mediados del siglo XVII, se han talado alrededor de 300 millones de acres (1 200 000 km²) de bosque, principalmente para la agricultura durante el siglo XIX. La estadística de 2005 de la Organización para la Agricultura y la Alimentación (FAO en inglés), Global Forest Resources Assessment, clasificó a Estados Unidos al séptimo país con más bosques primarios.
A partir de 2016, aproximadamente el 36,21 % (alrededor de un tercio de los EE. UU.) está cubierto de bosques. Excluyendo los territorios de los EE. UU., la tierra boscosa en los EE. UU. cubre aproximadamente 818 814 000 acres (3 313 622 km²). A partir de 2005, Estados Unidos ocupó el séptimo lugar en la tasa de pérdida de sus bosques primarios.

## Cobertura actual

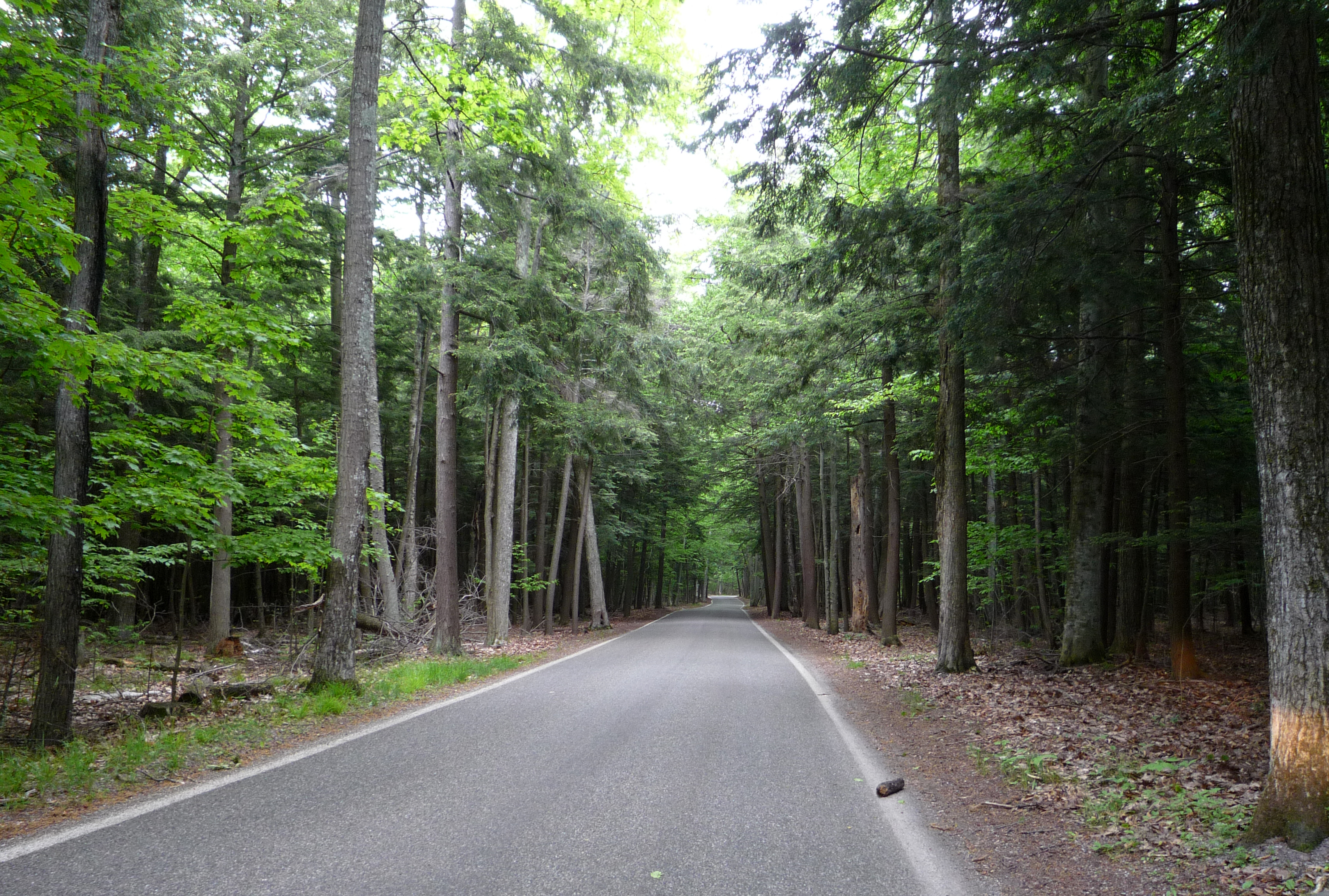
Carretera rodeada por bosques en el estado de Míchigan

Si bien el área forestal total se ha mantenido relativamente estable durante los últimos 100 años, ha habido cambios regionales significativos en el área y la composición de los bosques del país. La reversión de las tierras agrícolas marginales en el este, la plantación a gran escala en el sur y la supresión de incendios han contribuido al aumento de la superficie forestal. La urbanización, la conversión a la agricultura, la construcción de embalses y los desastres naturales han sido factores importantes que contribuyen a la pérdida de bosques.
Un cuarto de siglo de historia de perturbaciones forestales en los EE. UU. de Landsat: los productos NAFD-NEX
Los bosques del este cubren alrededor de 384 millones de acres (1 550 000 km²) y son predominantemente de hoja ancha (74 %), con la excepción de extensos bosques de coníferas y plantaciones en la región costera del sur. Estos son en gran parte de propiedad privada (83 %). Por el contrario, alrededor de 363 millones de acres (1 470 000 km²) de bosques occidentales son predominantemente de coníferas (78 %) y de propiedad pública (57 %). Casi diez millones de particulares poseen alrededor de 422 millones de acres (1 710 000 km²) de bosques y otras tierras boscosas. La mayoría de las tierras forestales públicas están en manos de cuatro agencias federales (Servicio Forestal de los Estados Unidos, Oficina de Administración de Tierras, Servicio de Parques Nacionales, Servicio de Pesca y Vida Silvestre), así como numerosas organizaciones gubernamentales estatales, del condado y municipales. Los principales usos de los bosques incluyen la producción de madera, la recreación, la caza, la pesca, la protección de cuencas y pesquerías, la protección del hábitat de la vida silvestre y la biodiversidad, y la recolección de productos no maderables como bayas, hongos y plantas medicinales.

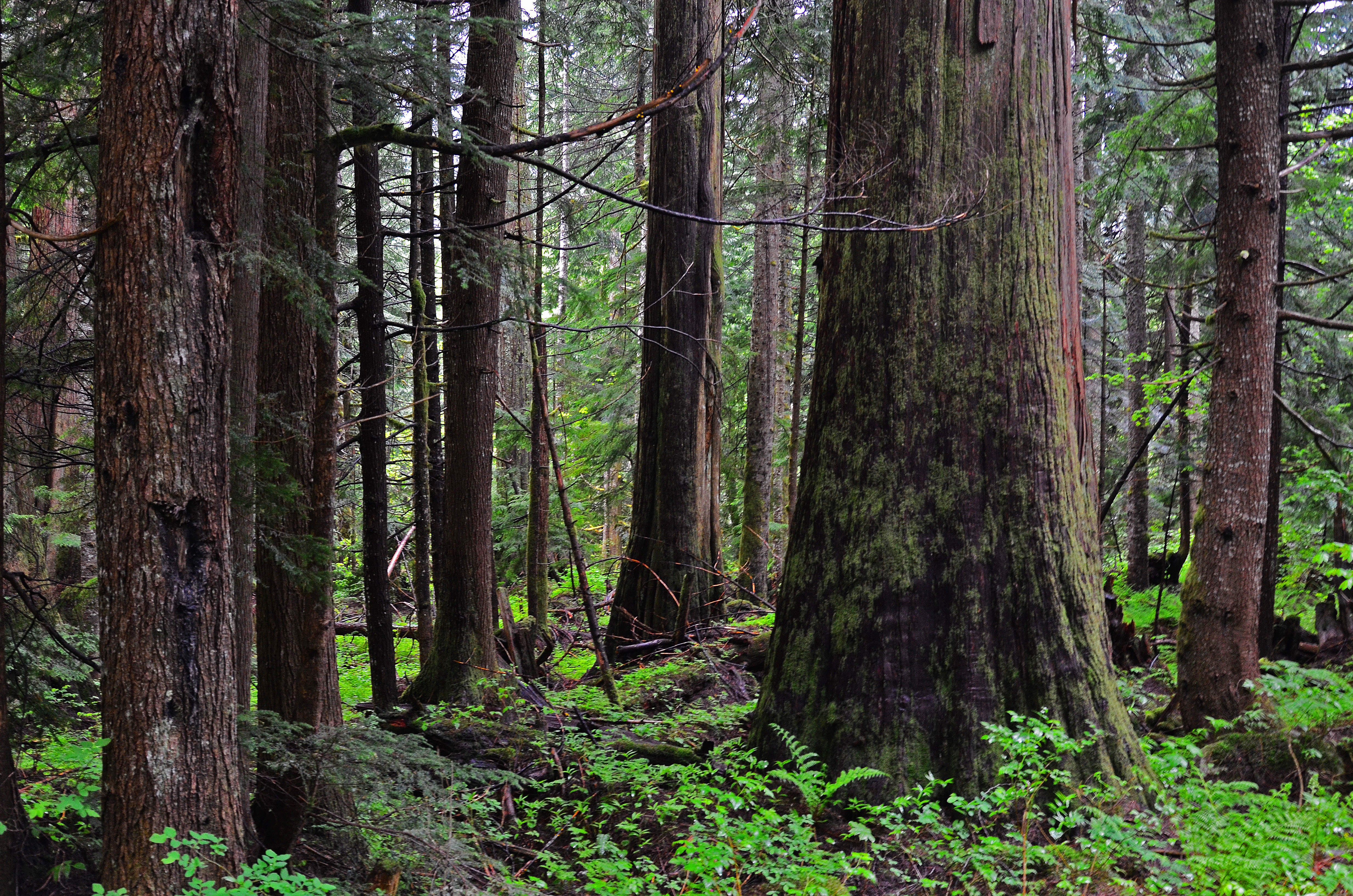
arboles cerca de Snoqualmie en el estado de Washington

Hay bosques boreales en Alaska. Los bosques en Hawái y los territorios de EE. UU. son tropicales. Las regiones más boscosas de los EE. UU. son Maine, New Hampshire, Samoa Americana, las Islas Marianas del Norte y Virginia Occidental; las regiones menos boscosas son Dakota del Norte, Nebraska y Dakota del Sur.
EE. UU. obtuvo una puntuación media en el Índice de integridad del paisaje forestal de 2018 de 6,65/10, lo que lo sitúa en el puesto 67 a nivel mundial entre 172 países.

## Cuestiones ambientales

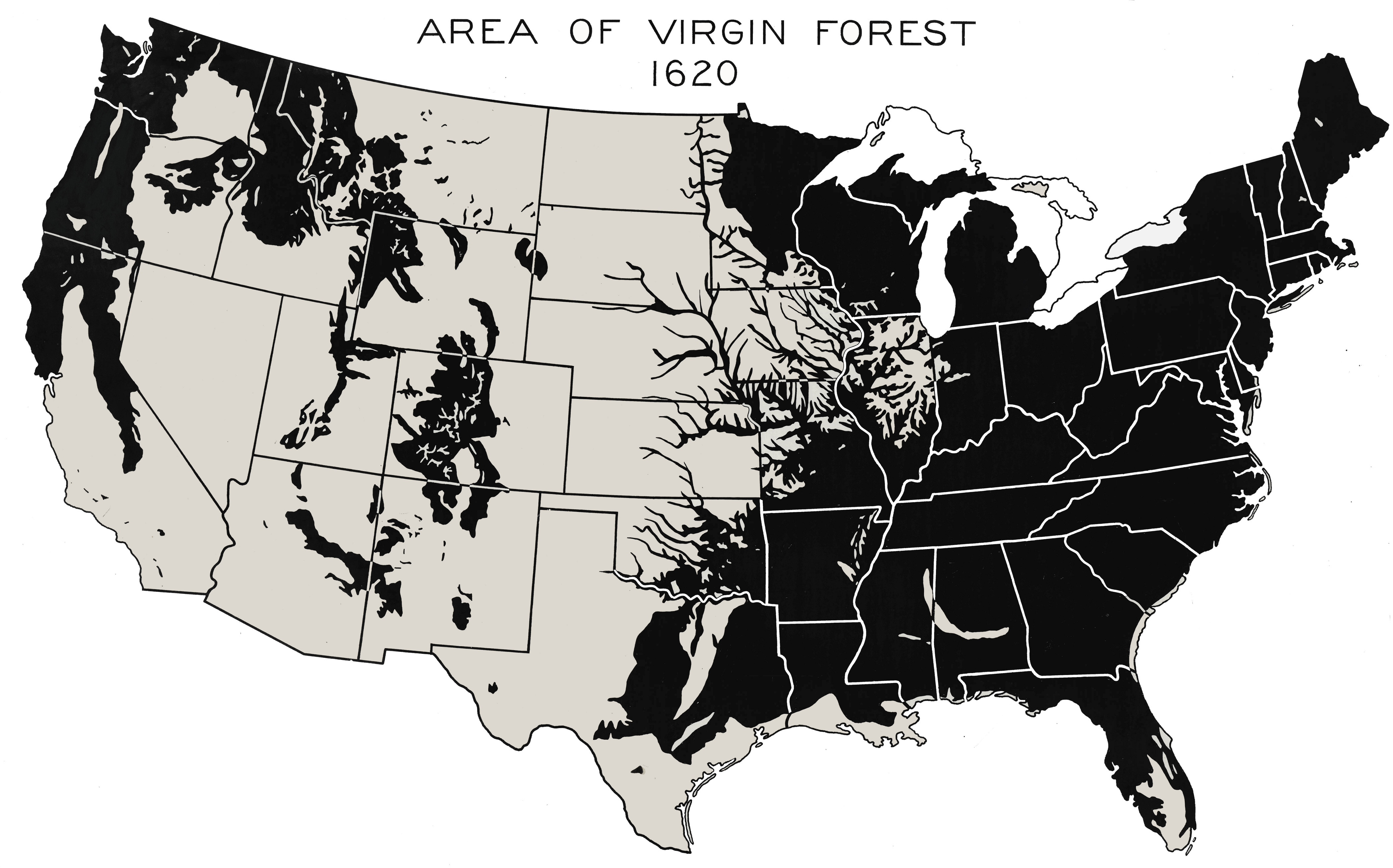
Bosque Virgen en Estados Unidos 1620

En los Estados Unidos, la deforestación fue un proceso continuo hasta hace poco tiempo. Entre 2010 y 2020, los bosques estadounidenses aumentaron un 0,03% anual, según la FAO (Organización de las Naciones Unidas para la Agricultura y la Alimentación).
Los nativos americanos talaron millones de acres de bosque por muchas razones, incluidas la caza, la agricultura, la producción de bayas y los materiales de construcción. Antes de la llegada de los estadounidenses de origen europeo, aproximadamente la mitad de la superficie terrestre de los Estados Unidos era bosque, aproximadamente 1 023 000 000 acres (4 140 000 km²) estimados en 1630. La cubierta forestal en el este de los Estados Unidos alcanzó su punto más bajo aproximadamente en 1872 con alrededor del 48 por ciento en comparación con la cantidad de cubierta forestal en 1620. La mayor parte de la deforestación tuvo lugar antes de 1910 y el Servicio Forestal informó que la forestación mínima era de 721 000 000 acres (2 920 000 km²) alrededor de 1920. Los recursos forestales de los Estados Unidos se mantuvieron relativamente constantes durante el siglo XX. El Servicio Forestal informó una forestación total de 766 000 000 acres (3 100 000 km²) en 2012. Un estudio de 2017 estimó una pérdida de bosque del 3 % entre 1992 y 2001.
la Evaluación de los recursos forestales mundiales de 2005 (FAO) clasificó a los Estados Unidos como el séptimo país que más pierde sus bosques primarios, la gran mayoría de los cuales fueron eliminados antes del siglo XX.

## Especies invasivas
Se han emprendido proyectos para eliminar especies invasoras de los bosques en los EE. UU.; por ejemplo, en las Islas Ultramarinas Menores de EE. UU., las ratas fueron erradicadas con éxito en el bosque tropical del atolón de Palmyra. También la Legislatura de Oregon aprobó la nueva ley de madera para leña en 2011 con la finalidad de detener especies invasoras como el barrenador esmeralda del fresno y evitar que este logre establecerse localmente, y esta puede abarcar a todos los productos de maderas recogidos en Oregon y otros estados. La Ley de Oregon 570.720 prohíbe el transporte de leña desde y hacia Oregon, a menos que haya sido tratada.

## Incendio forestal

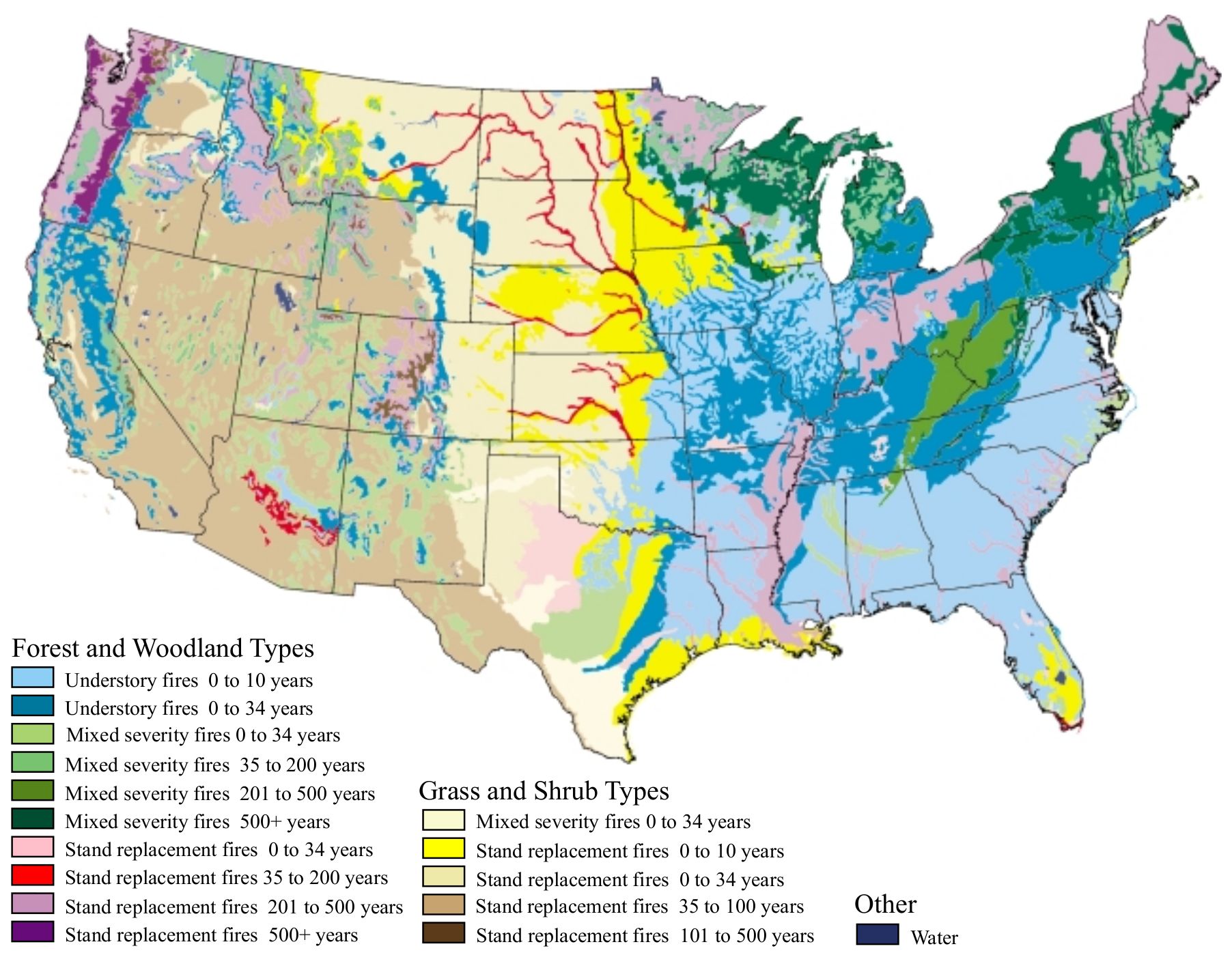
Incendios forestales en los Estados Unidos. Particularmente antes del años 1550, los incendios sudecían más frecuentemente en las áreas habanas, amarillas, azules, rosas, y verde claro.

Las cinco agencias reguladoras federales que gestionan la respuesta a incendios forestales y la planificación de 676 millones de acres en los Estados Unidos son la Oficina de Administración de Tierras, la Oficina de Asuntos Indígenas, el Servicio de Parques Nacionales, el Servicio Forestal de los Estados Unidos y el Servicio de Pesca y Vida Silvestre de los Estados Unidos. Varios cientos de millones de acres de EE. UU. de manejo de incendios forestales también son llevados a cabo por organizaciones de manejo de incendios estatales, del condado y locales. En 2014, los legisladores propusieron la Ley de Financiamiento de Desastres de Incendios Forestales para proporcionar un fondo de $ 2.7 mil millones asignado por el Congreso para que el USDA y el Departamento del Interior los usen en la extinción de incendios. El proyecto de ley es una reacción a los costos del Servicio Forestal de los Estados Unidos y el Departamento del Interior de la supresión de incendios forestales occidentales que ascendieron a $ 3.5 mil millones en 2013.